# Michel Mesquita
Michel Platini Ferreira Mesquita (Brasilia, 8 september 1983), beter bekend onder de voetbalnaam Michel Platini, is een Braziliaans profvoetballer die als aanvaller speelt.

## Clubvoetbal
Een Braziliaans stel was dusdanig onder de indruk van de voormalige topvoetballer Michel Platini dat ze hun zoon bij diens geboorte in 1983 naar de Fransman vernoemden. Michel Platini Ferreira Mesquita zou vanaf dan voetballen onder de voetbalnaam Michel Platini.
In Europa debuteerde hij in het seizoen 2008/09 als betaald voetballer bij PFC Tsjernomorets Boergas. 
Hierop tekende Michel op 1 september 2009 een contract voor drie seizoenen bij CSKA Sofia. Naar verluidt betaalde de club zo'n € 500.000 voor de diensten van de Braziliaan. Bij CSKA Sofia maakt Platini deel uit van de selectie die uitkomt in de groepsfase van de UEFA Europa League.

## Statistieken
| Seizoen                        | Land                           | Club                           | Competitie | Wedstrijden | Goals |
| ------------------------------ | ------------------------------ | ------------------------------ | ---------- | ----------- | ----- |
| 2008/09                        | Bulgarije                      | PFC Tsjernomorets              | A Grupa    | 27          | 10    |
| 2009/10                        | Bulgarije                      | PFC Tsjernomorets              | A Grupa    | 3           | 3     |
|                                | Bulgarije                      | CSKA Sofia                     | A Grupa    | 11          | 2     |
| Bijgewerkt tot 7 februari 2010 | Bijgewerkt tot 7 februari 2010 | Bijgewerkt tot 7 februari 2010 | Totaal     | 55          | 20    |

## Erelijst
- Staatskampioen Tocantins: 2006 (Araguaína)